# Mosterdolie

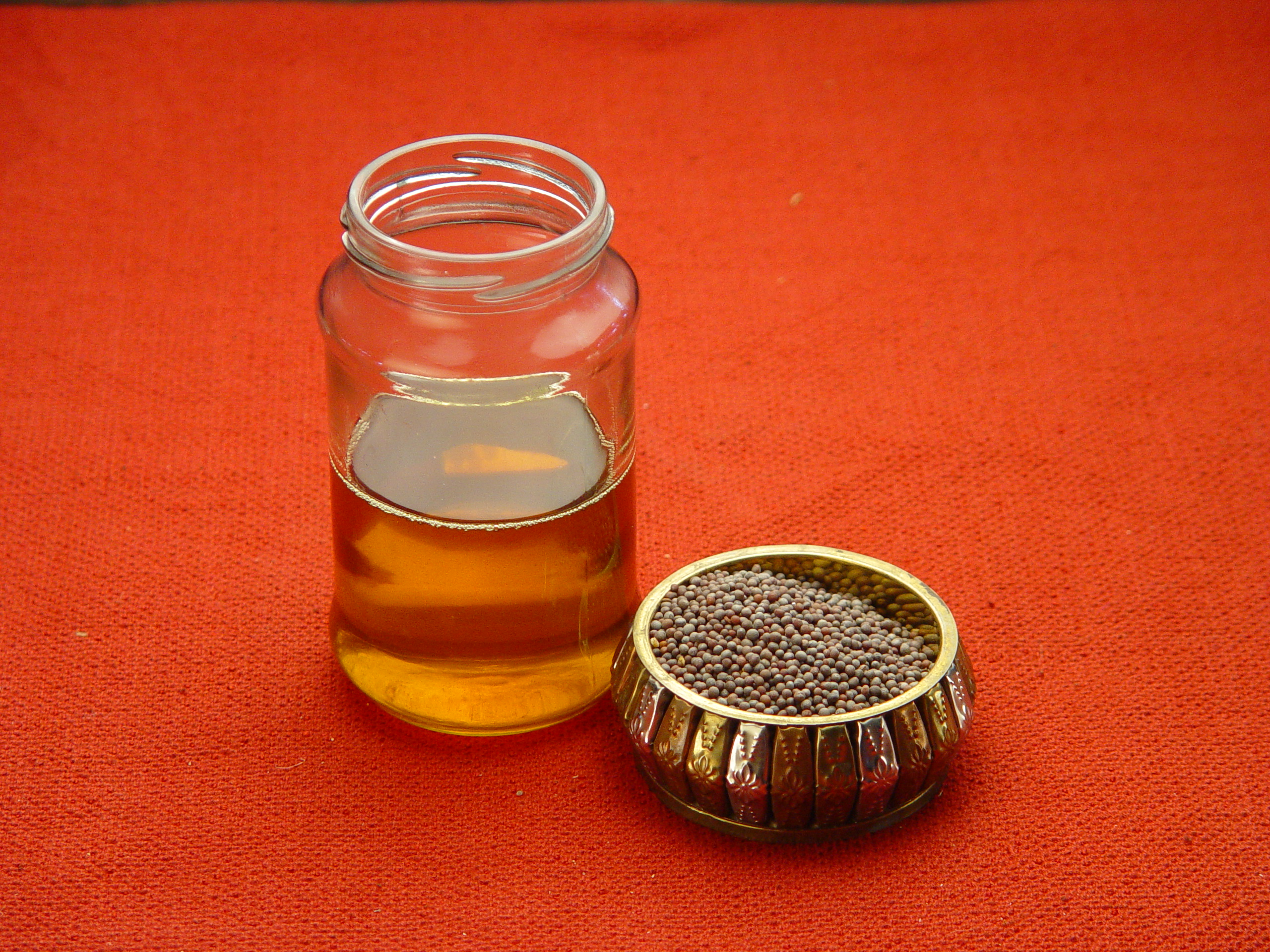
Mosterdolie en mosterdzaadjes, waaruit de olie geperst wordt.

De benaming mosterdolie wordt gebruikt voor drie verschillende oliën die gemaakt worden uit de mosterdzaden:
- een vettige plantaardige olie afkomstig van het uitpersen van de zaden,
- een etherische olie rijk aan mosterdglycosiden (glucosinolaten) die vrijkomt bij het malen van de zaden, het mengen ervan met water, en het vervolgens extraheren van de resulterende vluchtige olie door destillatie.
- een olie gemaakt via infusie van mosterdzaadextract in een andere plantaardige olie, zoals sojaolie

Voor de olie, net als voor mosterd, kunnen de zaden van zwarte mosterd (Brassica nigra), witte mosterd (Sinapis alba) of sareptamosterd, ook wel bruine Indiase mosterd (Brassica juncea) genoemd worden gebruikt.

## De vette olie
De zaden bevatten gemiddeld ongeveer 30% plantaardige olie. De uit de zaden verkregen olie bevat ongeveer 60% enkelvoudig onverzadigde vetzuren waarvan 42% erucazuur en 12% oliezuur. Het bevat 21% meervoudig onverzadigde vetzuren waarvan 6% het omega 3-vetzuur alfa-linoleenzuur en 15% omega 6-linolzuur en het heeft 12% verzadigde vetzuren
De olie heeft een sterke geur en een hete, nootachtige smaak. Het is vooral bekend uit de Indiase en Bengaalse keuken. Vooral in Gujarat, Odisha, Bengalen, Bihar, Jharkhand, Chhattisgarh en Assam maar ook in andere delen van India en Bangladesh wordt het veel gebruikt. In Noord-India wordt het vooral gebruikt om voedsel te frituren.
In India wordt mosterdolie bij het koken kort en zeer sterk verhit, tot aan het rookpunt. Het gevolg van deze verhitting is echter wel dat ook de waardevolle omega 3-vetzuren in de olie worden beschadigd.
In Noord-India wordt mosterdolie ook gebruikt als massageolie. Uitwendig gebruik zou volgens de ayurveda de bloedcirculatie verbeteren, spierontwikkeling bevorderen evenals de conditie van de huid verbeteren. De olie zou ook een antiseptisch effect hebben.

### Gezondheidseffecten
De effecten van erucazuur (verreweg het belangrijkste bestanddeel van mosterdolie) op de gezondheid zijn omstreden. Erucazuur zou op den duur tot hartvervetting kunnen leiden. Dit is gebaseerd op studies bij ratten, maar er zijn nooit negatieve effecten gedocumenteerd bij mensen
Mosterdolie werd in de Verenigde Staten, Canada en de Europese Unie ooit beschouwd als ongeschikt voor menselijke consumptie vanwege het hoge gehalte erucazuur. Dit is gebeurd vanwege slecht opgezet onderzoek bij ratten. Ratten zijn minder goed in staat om plantaardige vetten te verteren dan mensen en varkens. Chariton et al. suggereert dat bij ratten hartvervetting optreedt door een lage omzetting van erucazuur in erucazuur-CoA en een lage activiteit van lipasen en enzymen nodig voor de beta-oxidatie van erucazuur. Voordat dit proces volledig wetenschappelijk was doorgrond leidde dit tot de opvatting dat erucazuur en mosterdolie erg toxisch zijn voor mensen.
Een vier-op-één mengsel van erucazuur en oliezuur maakt Lorenzo olie; een experimentele behandelmethode voor adrenoleukodystrofie, een zeldzame stofwisselingsziekte.

## De etherische olie
Mosterd bevat etherische oliën, die ook voor de scherpe smaak van mierikswortel, wasabi, rucola, radijs, tuinkers en waterkers verantwoordelijk zijn. Bij mosterdzaden, die droog reukloos zijn en net als het droge mosterdpoeder geen aroma bezitten, ontwikkelt de karakteristieke scherpe brandende, mierikswortelachtige smaak zich pas wanneer aan gemalen mosterdzaden water, azijn of een andere vloeistof wordt toegevoegd, omdat pas dan de etherische mosterdolie vrijkomt. Kauwen heeft hetzelfde effect.
Onder deze omstandigheden ontstaat een chemische reactie waarbij het enzym myrosinase mosterdglycosiden gaat omzetten. Mosterdglycosiden is een minder gebruikelijke naam voor glucosinolaten = synoniem), zoals sinigrine, sinalbine en glucobrassicine. In een vochtige omgeving (vandaar dat het toevoegen van water noodzakelijk is) knipt het myrosinase de glucosegroep van het glucosinolaat af en de glucosinolaten reageren daarna snel door tot isothiocyanaten. Door destillatie kan vervolgens een erg scherp smakende etherische olie (mosterdolie) worden geproduceerd.

### Allylisothiocyanaat
Het belangrijkste isothiocyanaat dat uit de etherische olie van zwarte mosterd (Brassica nigra) en of Indische bruine mosterd (Sareptamosterd, Brassica juncea) ontstaat is allylisothiocyanaat, wat uit het mosterdglycoside sinigrine ontstaat. Sinigrine is met 95% hoofdbestanddeel van de etherische olie van zwarte mosterd. Witte mosterd (Sinapis alba) bevat maar weinig sinigrine en juist meer sinalbine en de etherische olie ervan heeft dan ook lang niet de scherpe smaak van zwarte mosterd. Allylisothiocyanaat is ook verantwoordelijk voor de scherpe smaak van mierikswortel en wasabi. De scherpe smaaksensatie van allylisothiocyanaat is een gevolg van activatie van het TRPA1-ionkanaal in sensorische neuronen.
Allylisothiocyanaat is de natuurlijke bescherming van diverse planten tegen planteneters. Voor de plant zelf is het onschadelijk zolang het opgeslagen is als glucosinolaat. Zodra de plant beschadigd wordt of op een andere wijze gestrest, gaat het myrosinase-enzym zijn werk doen en ontstaan de ook voor de plant schadelijke isothiocyanaten zoals allylisothiocyanaat. Allylisothiocyanaat is toxisch en irriteert de huid en slijmvliezen. In heel kleine hoeveelheden wordt het door de voedingsmiddelenindustrie gebruikt als smaakstof.
Allylisothiocyanaat kan ook synthetisch geproduceerd worden. Het CAS-nummer van dit type mosterdolie is 8007-40-7, en het CAS nummer van pure allylisothiocyanaat is 57-06-7.
Borageolie · Castorolie (Wonderolie) · Jatrophaolie · Katoenzaadolie · Kokosolie · Koolzaadolie · Lijnzaadolie · Maisolie · Olijfolie · Palmolie · Palmpitolie · Pindaolie · Raapolie · Rijstolie · Saffloerolie · Sesamolie · Sojaolie · Teunisbloemolie · Walnootolie · Zonnebloemolie